# نوكيا لوميا 800
نوكيا لوميا 800 (بالإنجليزية: Nokia Lumia 800)‏ هو هاتف ذكي من نوكيا ضمن سلسلة لوميا يعمل بنظام ويندوز فون، تم طرحه في الأسواق في نوفمبر 2011.

## الخصائص
- نظام التشغيل: ويندوز فون
- الكاميرا الخلفية: 8 ميجابكسل
- الشاشة: شاشة لمس 480×800 16 مليون لون
- الوزن: 142 غ (5.0 أونصة)
- المعالج: 1.4 جيجا هرتز
- الذاكرة: 16 جيجابايت